# Batalha do Seival
A batalha do Seival foi um conflito militar que ensejou a proclamação da República Rio-Grandense por Antônio de Sousa Neto. O embate deu-se nos campos dos Meneses, cruzando o arroio Seival.

## História
Com o objetivo original de derrubar o presidente da província, apenas, os revoltosos gaúchos enfrentaram as tropas imperiais. Destacado por Bento Gonçalves, o coronel Neto deslocou-se, no início de setembro de 1836, à região de Bagé, onde encontrava-se o comandante imperial João da Silva Tavares, vindo do Uruguai. A primeira brigada de Neto, com 400 homens, atravessou o arroio Seival e encontrou as tropas de Silva Tavares sobre uma coxilha, com 560 homens. Durante a tarde de 10 de setembro de 1836, Silva Tavares avançou sobre a coxilha, e os revoltosos defenderam-se usando lanças e espadas.
Inicialmente houve pequena vantagem das forças imperiais, mas o cavalo de Silva Tavares, com o freio rebentado na peleia, disparou em velocidade, causando a impressão de fuga, mesmo entre seus comandados. A confusão entre eles foi aproveitada pelos cavaleiros de Neto, que atacaram com força redobrada. O resultado deste mal-entendido foi ficarem os revoltosos gaúchos quase intactos, enquanto houve 180 mortos, 63 feridos e 100 prisioneiros do lado dos imperiais. Entre os prisioneiros estava João Frederico Caldwell.